# Piazza Vasari
Piazza Giorgio Vasari è una piazzetta fiorentina che si affaccia su uno dei versanti del Ponte al pino, situata a poca distanza da piazza Savonarola e piazzale Donatello. Vi confluiscono via Luca Giordano, via Antonio Pacinotti, via degli Artisti, via Andrea del Castagno e via Mannelli.

## Storia
La piazza è stata creata nel 1911 in concomitanza con la soppressione della barriera daziaria, e si articola su più livelli per adattarsi alle diverse quote delle vie che vi si incontrano, compresa quella che scavalca la ferrovia; è attraversata infatti dall'importante arteria viaria costituita dall'asse via degli Artisti-Ponte al Pino-via Pacinotti,  dove passano numerosissime linee di trasporto pubblico e rappresenta quindi un punto nevralgico per il traffico veicolare di tutto il quartiere. La carreggiata taglia la piazza longitudinalmente in due metà: quella sul lato di via Giordano è destinata a giardino pubblico, mentre sull'altro lato si trova un piccolo parcheggio.

## Descrizione

### L'antica barriera doganale
In corrispondenza dell'attuale piazza si trovava anticamente uno slargo dove sorgeva la barriera daziaria del Campo di Marte sulla allora via del Pratellino, parte del tragitto Firenze-Fiesole. Fino al 1911, anno in cui si decise l'allargamento della cinta daziaria a comprendere San Gervasio e Campo di Marte questa barriera costituiva l'estremo confine doganale oltre Porta a Pinti. 
Gli uffici daziari erano posti nei due piccoli edifici simmetrici che sorgono isolati sui due lati della piazza, ancora perfettamente identificabili (al pari di quelli del ponte sull'Affrico al Salviatino); quello sul lato di via Mannelli è di proprietà dell'amministrazione comunale, che l'ha destinato ad uffici per il Corpo di Polizia Municipale, quello sul lato di via Giordano è sede del Gruppo Donatello, associazione che raggruppa pittori e scultori che tuttora hanno i loro studi nella zona di via degli Artisti e piazzale Donatello; questo edificio presenta, sulla finestra murata che un tempo dava sull'attuale giardino, un dipinto trompe-l'œil dedicato a Mario Moschi, che sembra affacciarvisi. Il dipinto fu realizzato nel 1991 da Giuseppe Capineri ed Enrico Bandelli.

### Il giardino e la fontana

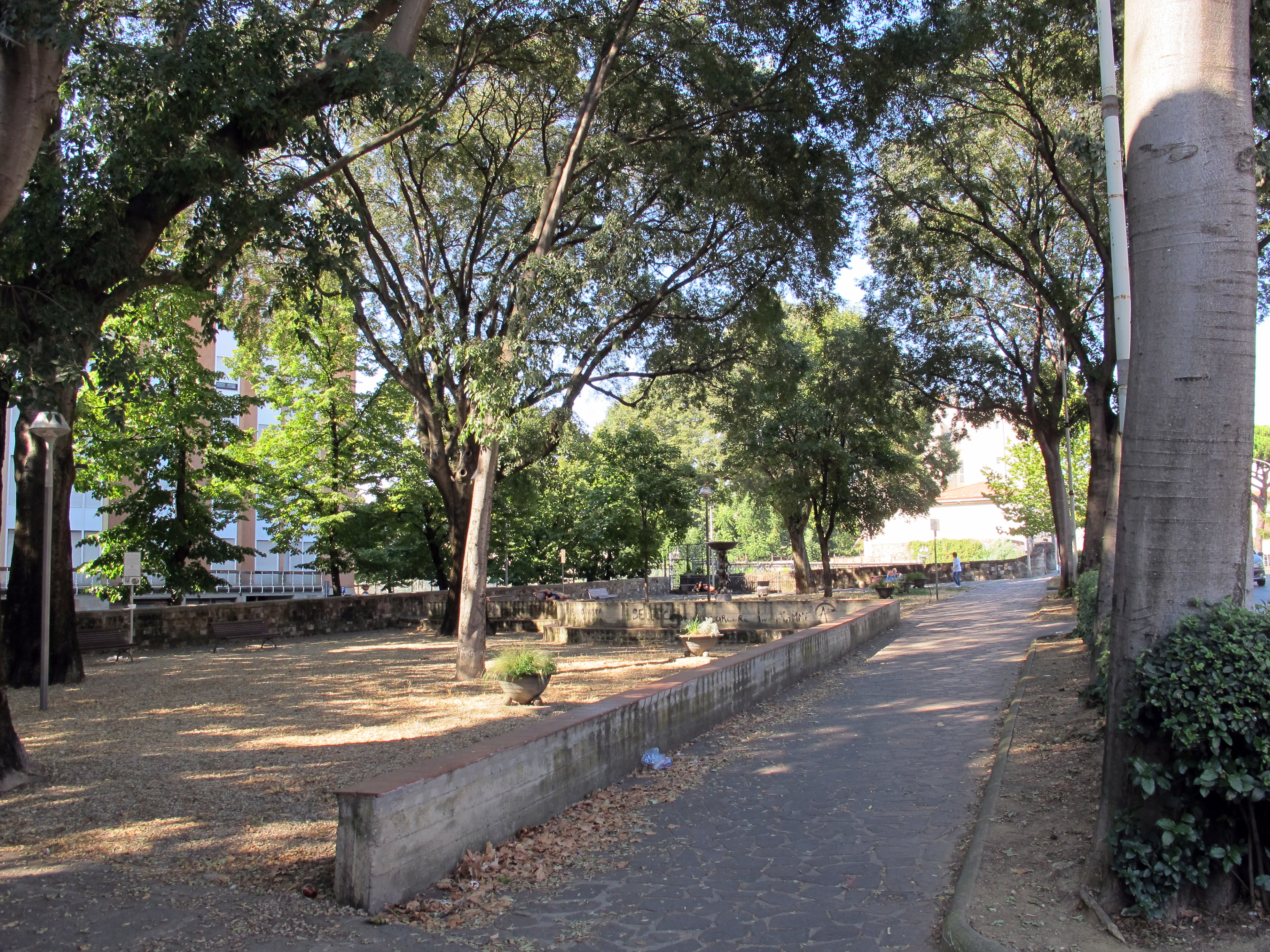
Il giardino, con la fontana

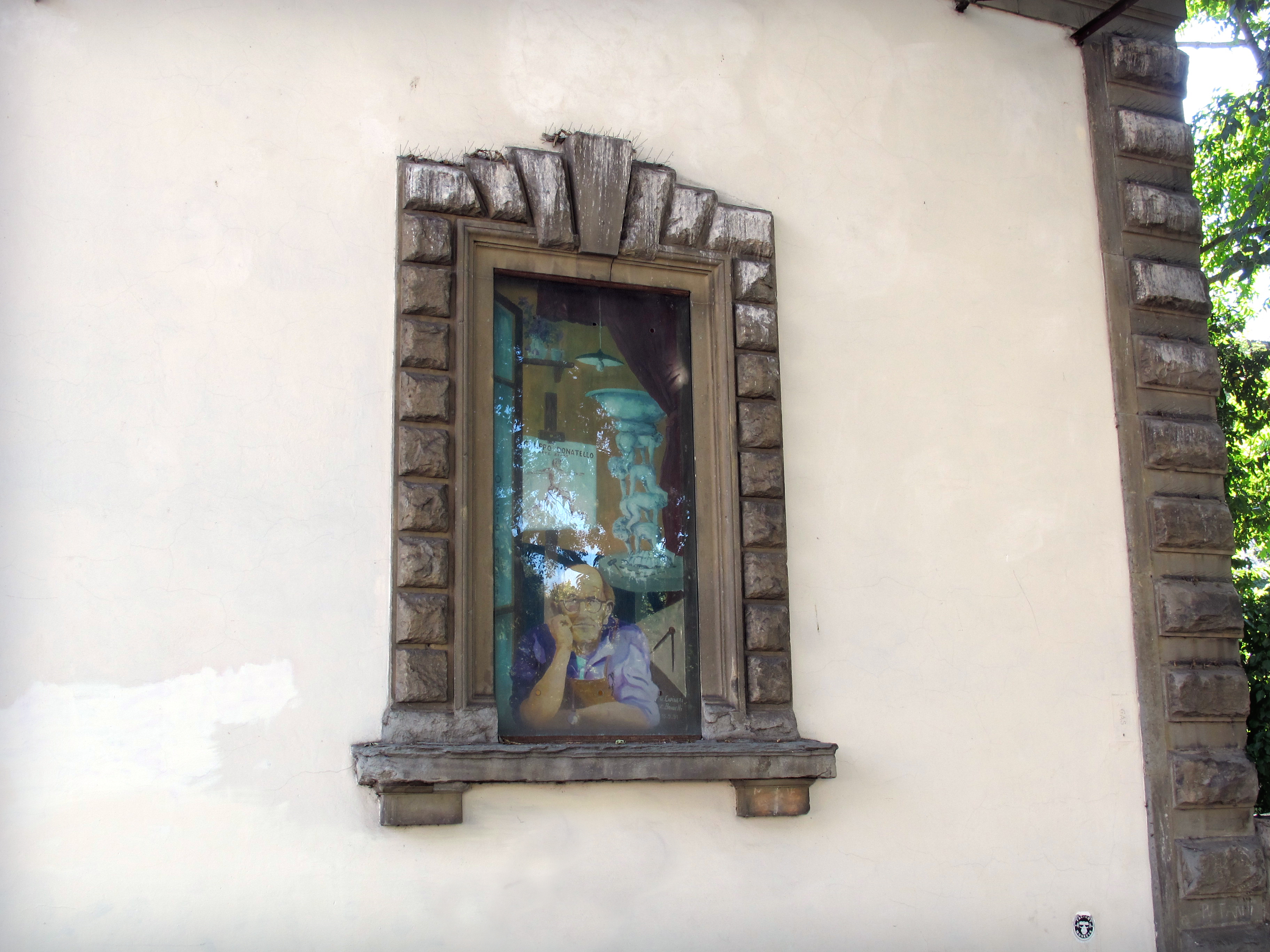
La sede del Gruppo Donatello

Il giardino ha un'estensione di 1.740 m². Nel 2018 è stato intitolato alle vittime civili di guerra.
Al suo centro presenta una vasca di marmo rosso dentro cui è posta la graziosa Fontana dei puttini, opera dello scultore fiorentino Mario Moschi (fondatore, tra l'altro, del già citato Gruppo Donatello), che la modellò nel 1942. La scultura fu poi fusa in un'unica gettata dalla Fonderia Artistica Ferdinando Marinelli nel 1952, e posta nella piazza per volere dell'allora sindaco Giorgio La Pira.
La fontana rappresenta quattro bambini che gattonano, incolonnati l'uno sull'altro sul dorso di una tartaruga a formare la colonna portante, che sorreggono un cuscino su cui poggia un bacile d'acqua. Lo spunto per l'estrosa composizione fu tratto dal Moschi dall'ambito familiare: stando a quanto da lui dichiarato, gli venne dal vedere la nipotina che gattonava sui pavimenti di casa insieme alla tartaruga che le girava libera attorno.
La fontana è stata restaurata nel 2008 grazie all'impegno congiunto tra Comune di Firenze e Opificio delle pietre dure, con un intervento durato all'incirca un anno e costato 15.000 euro.
Il giardino è separato dalla carreggiata da un marciapiede lastricato in porfido, fiancheggiato da una siepe di alloro; l'area verde è stata oggetto nel corso del 2009 di un'operazione di riqualificazione, con cui si è ricostituito lo strato di ghiaia, posizionato nuove fioriere, sostituito le panchine in metallo con nuovi modelli in legno ed installato un nuovo impianto di irrigazione..